# Orestien

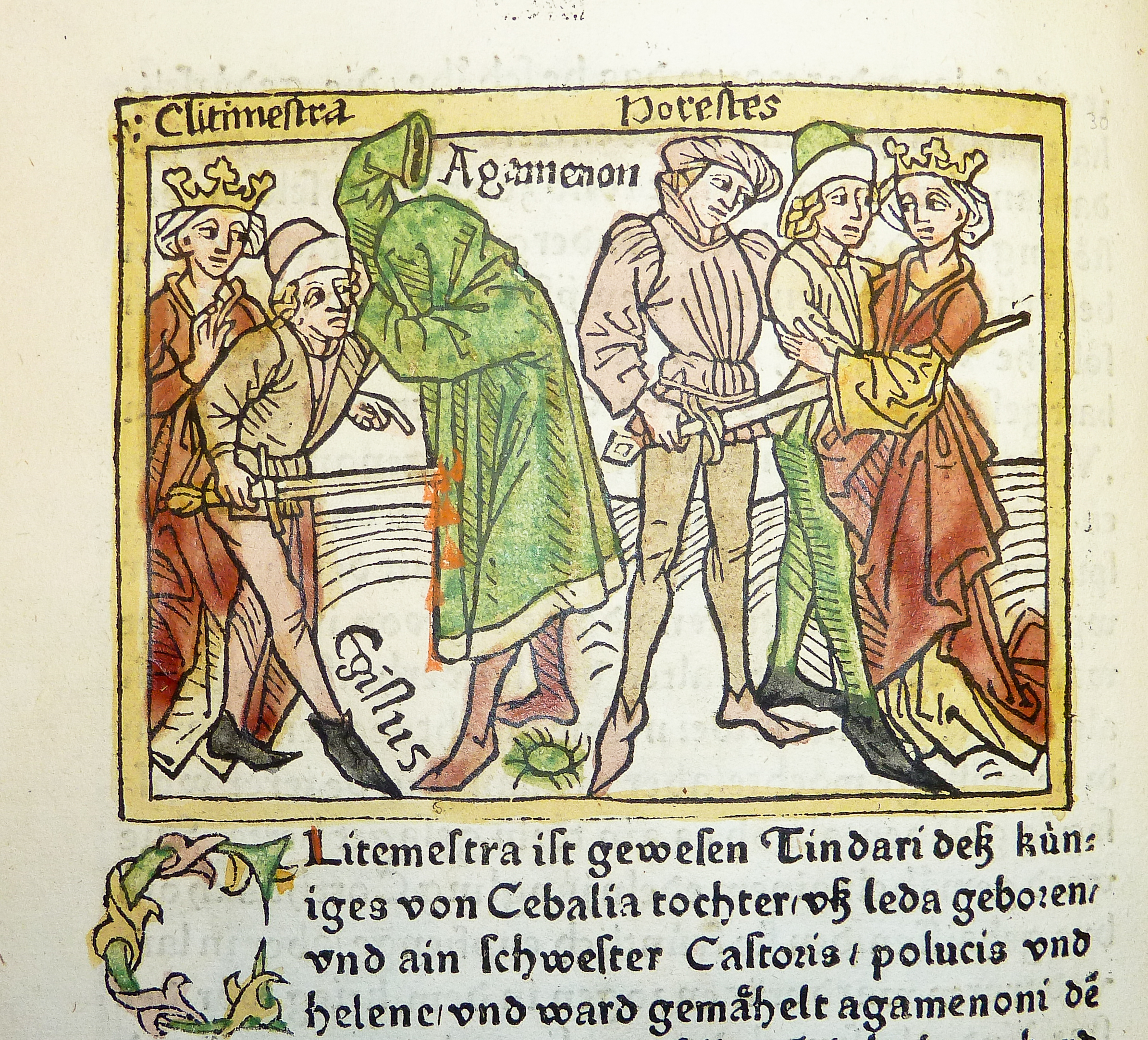
Träsnitt som framställer hur Klytaimnestra och Aigisthos mördar Agamemnon samt hur Orestes mördar Klytaimnestra och Aigisthos.

Orestien är en trilogi av tragedier av Aiskylos. Orestien handlar om förbannelsen över huset Atreus och består av pjäserna Agamemnon (Ἀγαμέμνων), Gravoffret (Χοηφóρoι) samt Eumeniderna (Εὐμενίδες). Denna trilogi är den enda fullständiga trilogi från antikens Grekland som har bevarats; dock har satyrspelet som också ingick i denna tetralogi gått förlorat. Orestien uppfördes ursprungligen vid Dionysosfestivalen år 458 f.Kr. och vann då första pris.
Vad som på ytan kan framstå som ett klassiskt hämnddrama kan även ses som en metafor för samtida omfattande samhällsförändringar. Strax före sekelskiftet mellan 500 och 400 f.Kr. genomförde statsmannen och strategen Perikles en radikal reformation av rättsväsendet i Aten som innebar att man lämnade ett primitivt rättssystem baserat på blodshämnd, för att istället använda sig av ett mera rättvist system med en tredje part, en jury av folket, som objektivt kunde bedöma tvister. Det finns en tydlig konflikt mellan manligt och kvinnligt i dramat; här segrar fadersrätt över modersrätt. Apollon frikänner Orestes för att ha dödat sin mor:
En moder ger ej livet åt det barn som kallas hennes. 
Nej, hon vårdar endast den färska säd
Som blev i henne sådd.
Och den som sår ger livet.
Modern är en främling blott som skänker skydd åt plantan.

## Agamemnon

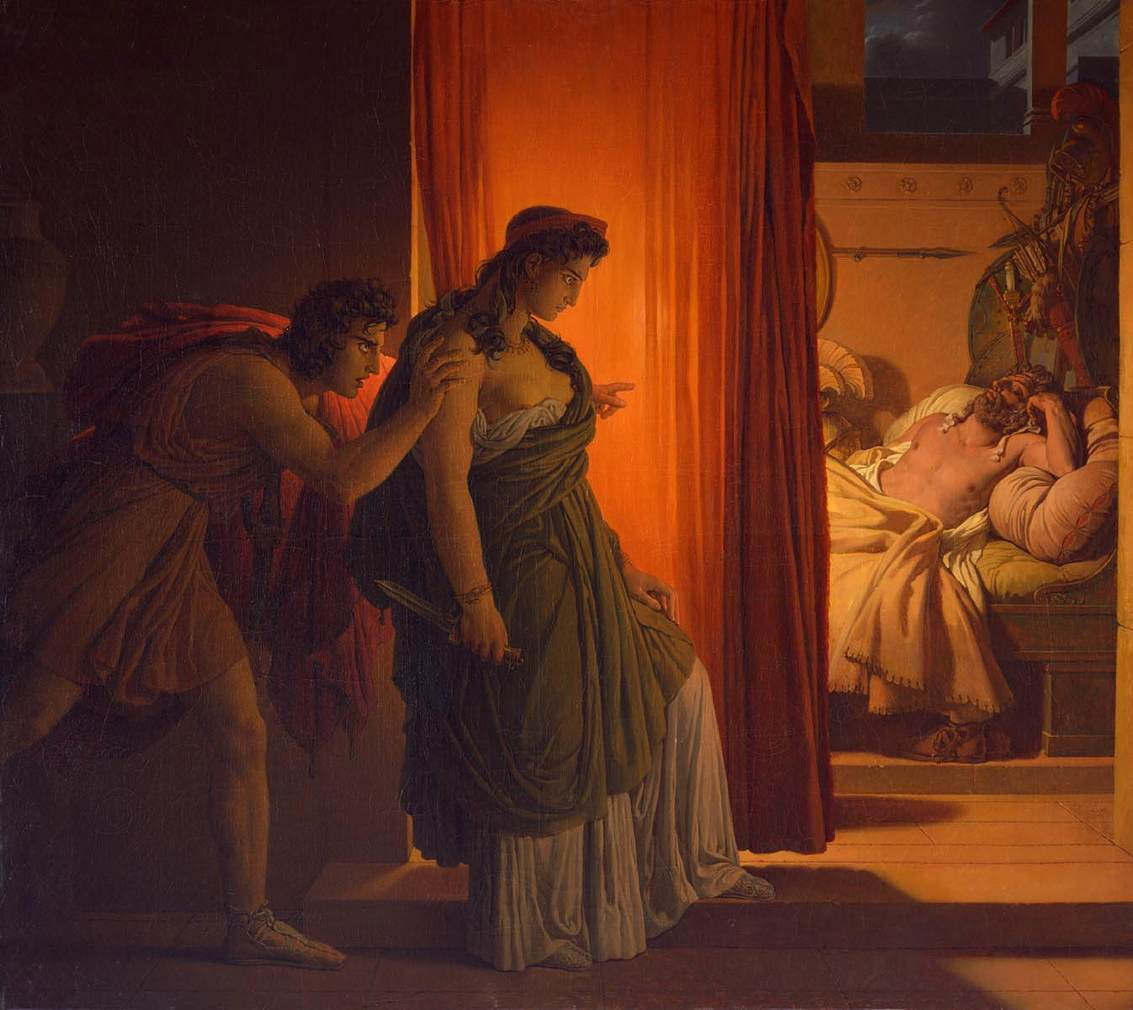
Clytemnestre hésitant avant de frapper Agamemnon endormi (Klytaimnestra tvekar innan hon dödar den sovande Agamemnon) Målning av Pierre-Narcisse Guérin 1817

Agamemnon handlar om hur kung Agamemnon, grekernas härförare i det trojanska kriget, vid hemkomsten från Troja blir mördad av sin hustru Klytaimnestra.
Konflikten bottnar ytterst i den förbannelse som kastats över Atreus ätt, vars blodiga historia av inbördes mord sträcker sig tillbaka till Tantalos. Klytaimnestras främsta motiv till mordet är hämnd; Agamemnon har vid sin avfärd offrat deras dotter Ifigenia för att blidka gudinnan Artemis (vars hare han skjutit) så att flottan ska kunna nå oskadd fram till Troja. Därtill kommer hennes förbittring över att maken hemfört krigsfången och sierskan Kassandra som frilla. Själv är Klytaimnestra i konspiration med sin älskare Aigisthos, tillika Agamemnons kusin och fiende i släktfejden.

## Gravoffret
Handlingen i Gravoffret kretsar runt syskonen Orestes och Elektra, två av kung Agamemnons barn, och deras strävan efter hämnd för mordet på deras far. Olika varianter av samma historia berättas av Sofokles i Elektra och av Euripides, som även han kallade sin pjäs Elektra.

## Eumeniderna

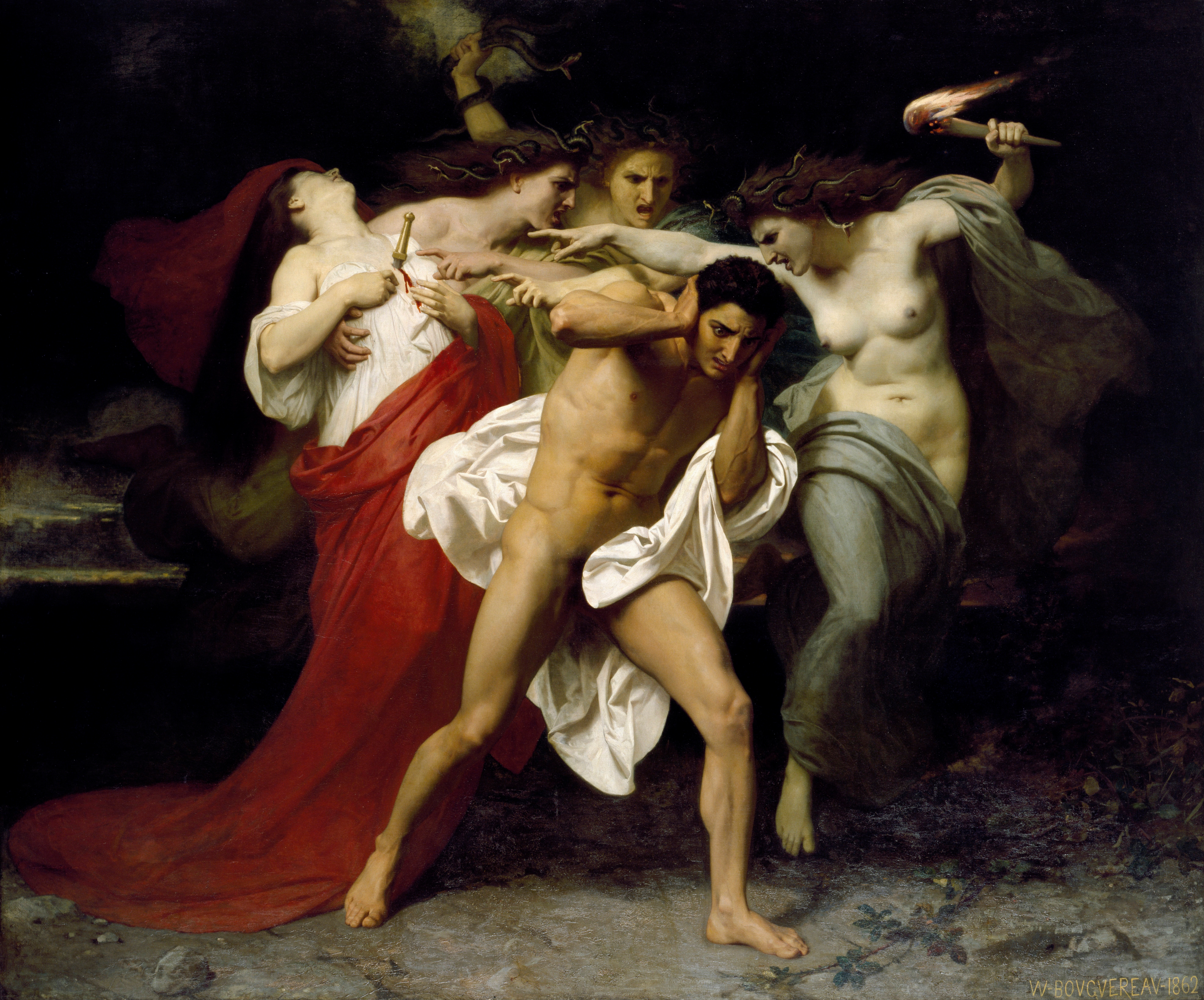
Orestes jagas av erinyerna. William-Adolphe Bouguereau (1825-1905) - The Remorse of Orestes (1862).

Eumeniderna är en direkt fortsättning på Gravoffret. Efter att ha mördat sin mor jagas Orestes av hämndgudinnorna erinyerna men rentvås till sist, med hjälp av gudarna Apollon och Athena, i en rättegång i Aten, och därigenom hävs förbannelsen över huset Atreus. Avslutningen med rättegång finns inte med i myten utan är Aiskylos egen. 